# VI Всесвітній фестиваль молоді і студентів

Срібний значок з Московського фестивалю

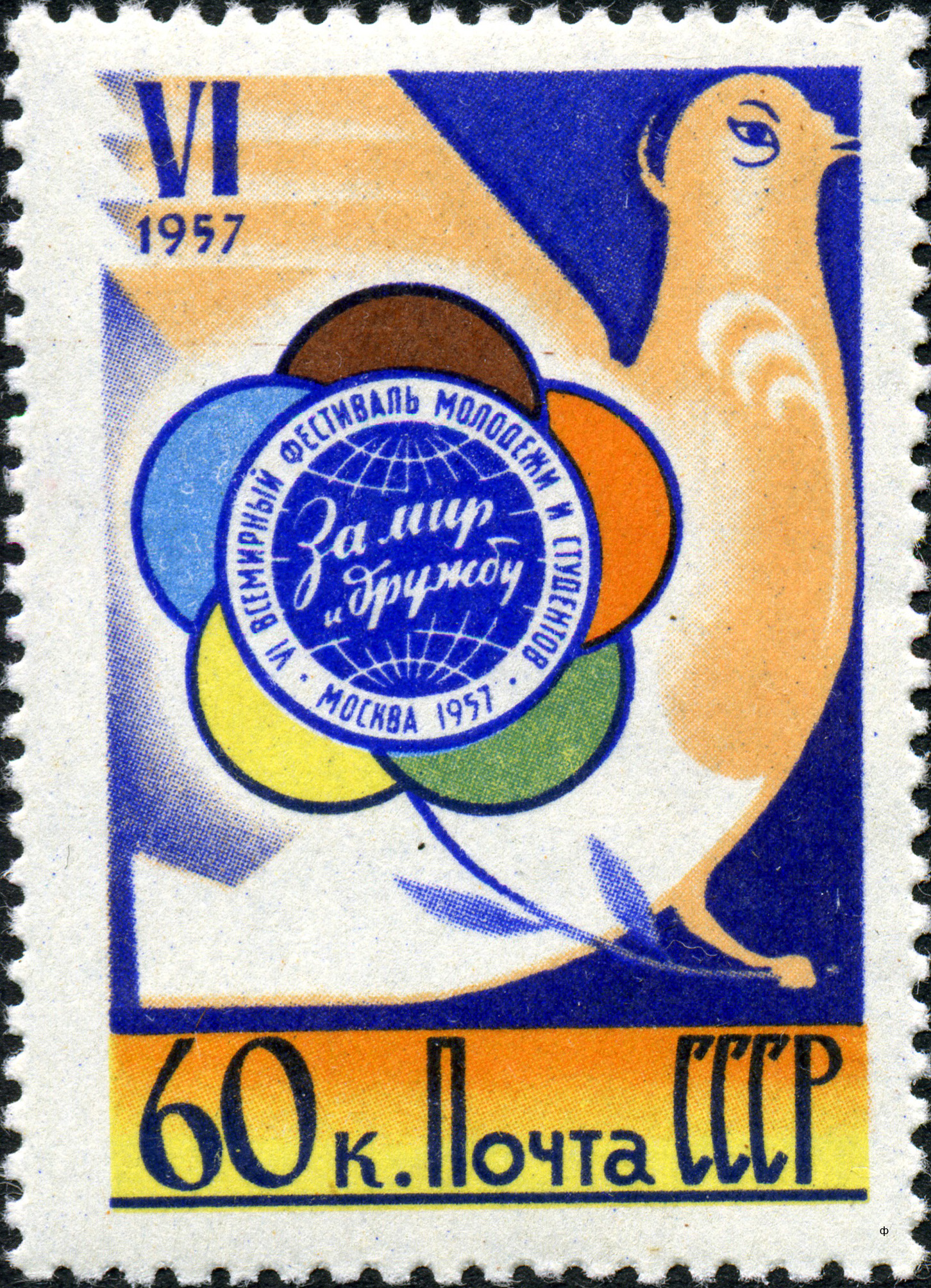
Поштова марка СРСР з емблемою фестивалю (1957)

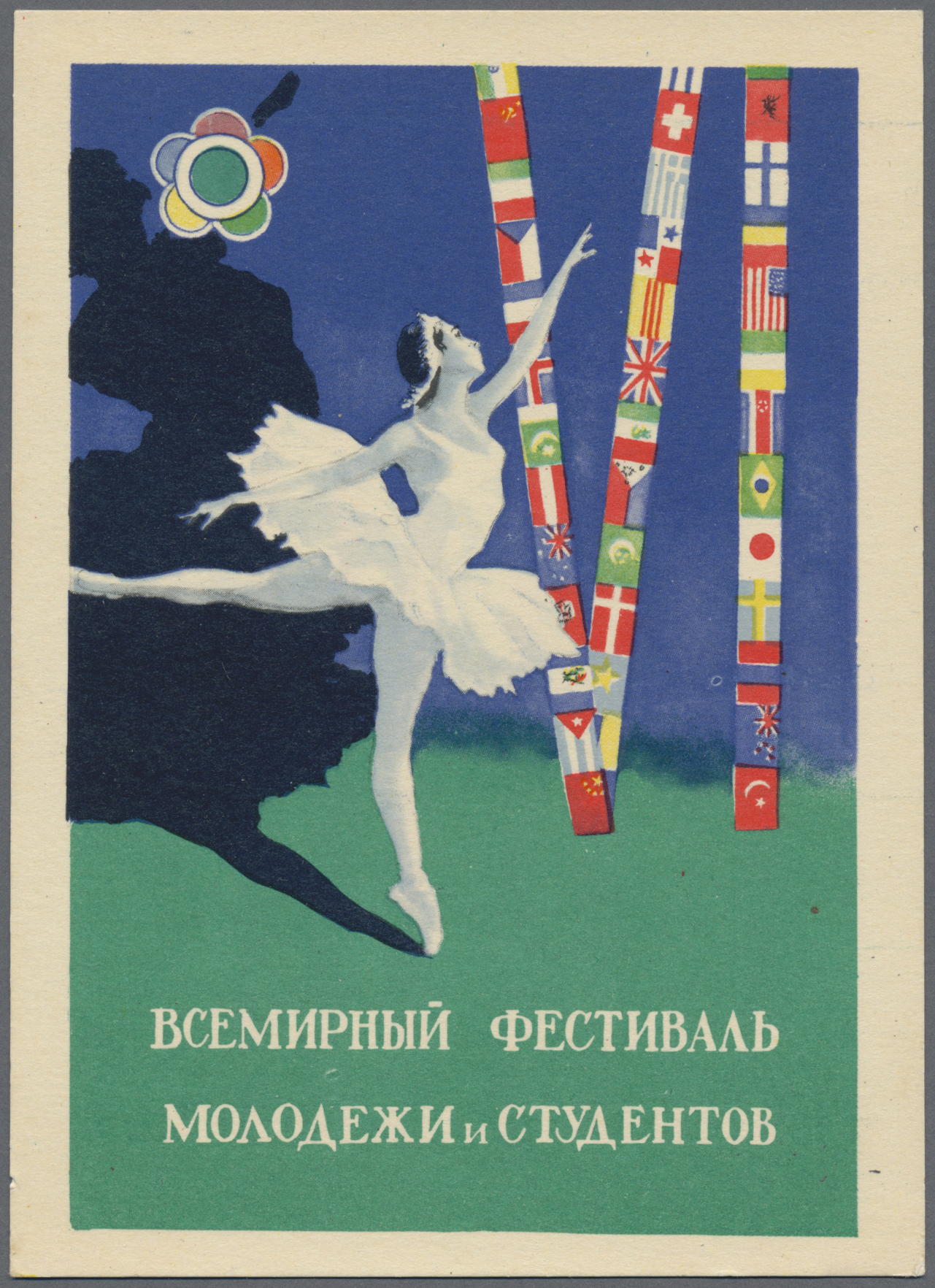
Листівки з прапорами країн-учасниць

VI Всесвітній фестиваль молоді і студентів — фестиваль відкрився 28 липня 1957 р. у Москві. Гостями фестивалю стали 34000 чоловік з 131 країн світу. Гасло фестивалю — «За мир і дружбу».

## Історія
Символом молодіжного форуму, на який прибули делегати від лівих молодіжних організацій світу, став Голуб миру, придуманий Пабло Пікассо. До фестивалю в Москві відкрився парк «Дружба», готельний комплекс «Турист», готель «Україна», стадіон «Лужники». У столиці вперше з'явилися угорські автобуси «Ікарус», до події були випущені перші автомобілі ГАЗ-21 «Волга» і перший «рафік» — мікроавтобус РАФ-10 «Фестиваль».
Фестиваль став в усіх сенсах значимою та вибуховою подією для юнаків і дівчат — і наймасовішим за свою історію. Він припав на середину хрущовської відлиги і запам'ятався своєю відкритістю. Прибулі іноземці вільно спілкувалися з москвичами, це не переслідувалося. Для вільного відвідування були відкриті Московський Кремль і парк Горького. За два фестивальні тижні було проведено понад вісімсот заходів.
Ансамбль «Дружба» і Едіта П'єха з програмою «Пісні народів світу» завоювали золоту медаль і звання лауреатів фестивалю.

## Вплив фестивалю
Пісня «Підмосковні вечори», що прозвучала на церемонії закриття фестивалю у виконанні Володимира Трошина і Едіти П'єхи, надовго стала візитною карткою СРСР. Один з фестивальних конкурсів згодом став постійною передачею на телебаченні і поклав основу масового поширення у Радянському Союзі руху КВК.
У країні стала поширюватися мода на джинси, кеди, рок-н-рол і гру бадмінтон. Популярними стали музичні хіти «Rock Around the Clock», «Гімн демократичної молоді світу», «Якби хлопці всієї Землі…» та інші.
Фестивалю був присвячений художній фільм «Дівчина з гітарою»: у музичному магазині, де працює продавчиня Таня Федосова (вик. Людмила Гурченко), йде підготовка до фестивалю, а в кінці фільму делегати фестивалю виступають на концерті в магазині (з деякими з них виступає і Таня).
Інші фільми, присвячені фестивалю, — «Матрос з „Комети“», «Ланцюгова реакція».

## 50-річчя
На честь 50-річчя фестивалю з 21 по 30 червня 2007 у Москві проходив пам'ятний Московський молодіжний фестиваль.